# 拉姆塞尔
拉姆塞尔（Ramciel）是南苏丹湖泊省的一个地方，在地理上近乎南苏丹的中心。被部份支持者尊為「南蘇丹國父」的约翰·加朗，在生前曾设想将拉姆塞尔设为南苏丹的首都。2011年2月，南苏丹政府提出建设新首都的计划。2011年9月2日，南苏丹政府决定在此建设新首都。迁都的部分原因是中央政府与南苏丹最大部族巴里部族之间的矛盾。